# 2020 XL5

2020 XL5's omloppsbana mellan 1600 och 2500
Solen·
Jorden·

2020 XL5 är en trojansk asteroid till planeten jorden den är nära att dela jordens omloppsbana runt solen. Trojanska asteroider är asteroider som befinner sig före eller efter en planet i dess bana, samlade vid de stabila lagrangepunkterna L4 och L5.
Asteroiden upptäcktes den 12 december 2020 av Pan-STARRS